# Digenethle lachaumei
Digenethle lachaumei är en skalbaggsart som beskrevs av Allard 1995. Digenethle lachaumei ingår i släktet Digenethle och familjen Cetoniidae. Inga underarter finns listade i Catalogue of Life.